# The Boy Who Knew Too Much
The Boy Who Knew Too Much is het tweede studioalbum van de Libanees-Britse zanger Mika. Het album werd op 21 september 2009 uitgebracht onder het platenlabel Casablanca Records.

## Achtergrondinformatie
Mika werkte voor dit album samen met producer Greg Wells, die ook Mika's eerste album Life in Cartoon Motion produceerde. De nummers van het album werden geschreven in de Olympic Studios, Londen, waar zij in 2008 mee begonnen. In september 2008 vlogen zij naar de Rocket Carousel Studios, Los Angeles, waar het album werd opgenomen. Mika beschreef dat het album thema's vertelt uit Mika's puberteit en dat het eigenlijk een vervolg op zijn eerste album is.
Oorspronkelijk zou het album uitgebracht worden onder de naam We Are Golden, net als de eerste uitgebrachte single van het album. Nadat deze single uitkwam bevestigde Mika dat hij het album een nieuwe naam had gegeven omdat hij graag een beetje een belachelijke naam voor zijn album wilde. Op 6 augustus 2009 werd bevestigd dat de naam van het album The Boy Who Knew Too Much zou zijn
Net als Mika's eerste album is de cover van het album ontworpen door zijn eigen zus, Richard Hogg en Mika zelf.

## Tracklist
| Nr. | Titel                 | Schrijver(s)    | Duur |
| --- | --------------------- | --------------- | ---- |
| 1.  | We Are Golden         | Mika            | 3:58 |
| 2.  | Blame It on the Girls |                 | 3:33 |
| 3.  | Rain                  | Mika, Jodi Marr | 3:34 |
| 4.  | Dr. John              |                 | 3:44 |
| 5.  | I See You             |                 | 4:16 |
| 6.  | Blue Eyes             | Mika            | 2:49 |
| 7.  | Good Gone Girl        |                 | 3:00 |
| 8.  | Touches You           |                 | 3:20 |
| 9.  | By The Time           | Mika,           | 3:18 |
| 10. | One Foot Boy          |                 | 2:58 |
| 11. | Toy Boy               | Mika, Jodi Marr | 2:54 |
| 12. | Pick Up Off The Floor |                 | 3:22 |

iTunes bonus track
| Nr. | Titel     | Schrijver(s) | Duur |
| --- | --------- | ------------ | ---- |
| 13. | Lady Jane | Mika         | 3:20 |

## Hitnotering
| "The Boy Who Knew Too Much" in de Nederlandse Album Top 100 - binnen: 26-09-2009 | "The Boy Who Knew Too Much" in de Nederlandse Album Top 100 - binnen: 26-09-2009 | "The Boy Who Knew Too Much" in de Nederlandse Album Top 100 - binnen: 26-09-2009 | "The Boy Who Knew Too Much" in de Nederlandse Album Top 100 - binnen: 26-09-2009 | "The Boy Who Knew Too Much" in de Nederlandse Album Top 100 - binnen: 26-09-2009 | "The Boy Who Knew Too Much" in de Nederlandse Album Top 100 - binnen: 26-09-2009 | "The Boy Who Knew Too Much" in de Nederlandse Album Top 100 - binnen: 26-09-2009 | "The Boy Who Knew Too Much" in de Nederlandse Album Top 100 - binnen: 26-09-2009 | "The Boy Who Knew Too Much" in de Nederlandse Album Top 100 - binnen: 26-09-2009 | "The Boy Who Knew Too Much" in de Nederlandse Album Top 100 - binnen: 26-09-2009 | "The Boy Who Knew Too Much" in de Nederlandse Album Top 100 - binnen: 26-09-2009 | "The Boy Who Knew Too Much" in de Nederlandse Album Top 100 - binnen: 26-09-2009 | "The Boy Who Knew Too Much" in de Nederlandse Album Top 100 - binnen: 26-09-2009 | "The Boy Who Knew Too Much" in de Nederlandse Album Top 100 - binnen: 26-09-2009 | "The Boy Who Knew Too Much" in de Nederlandse Album Top 100 - binnen: 26-09-2009 | "The Boy Who Knew Too Much" in de Nederlandse Album Top 100 - binnen: 26-09-2009 | "The Boy Who Knew Too Much" in de Nederlandse Album Top 100 - binnen: 26-09-2009 | "The Boy Who Knew Too Much" in de Nederlandse Album Top 100 - binnen: 26-09-2009 | "The Boy Who Knew Too Much" in de Nederlandse Album Top 100 - binnen: 26-09-2009 | "The Boy Who Knew Too Much" in de Nederlandse Album Top 100 - binnen: 26-09-2009 | "The Boy Who Knew Too Much" in de Nederlandse Album Top 100 - binnen: 26-09-2009 | "The Boy Who Knew Too Much" in de Nederlandse Album Top 100 - binnen: 26-09-2009 | "The Boy Who Knew Too Much" in de Nederlandse Album Top 100 - binnen: 26-09-2009 |
| Week                                                                             | 01                                                                               | 02                                                                               | 03                                                                               | 04                                                                               | 05                                                                               | 06                                                                               | 07                                                                               | 08                                                                               | 09                                                                               | 10                                                                               | 11                                                                               | 12                                                                               | 13                                                                               | 14                                                                               | 15                                                                               | 16                                                                               | 17                                                                               | 18                                                                               | 19                                                                               | 20                                                                               | 21                                                                               |                                                                                  |
| -------------------------------------------------------------------------------- | -------------------------------------------------------------------------------- | -------------------------------------------------------------------------------- | -------------------------------------------------------------------------------- | -------------------------------------------------------------------------------- | -------------------------------------------------------------------------------- | -------------------------------------------------------------------------------- | -------------------------------------------------------------------------------- | -------------------------------------------------------------------------------- | -------------------------------------------------------------------------------- | -------------------------------------------------------------------------------- | -------------------------------------------------------------------------------- | -------------------------------------------------------------------------------- | -------------------------------------------------------------------------------- | -------------------------------------------------------------------------------- | -------------------------------------------------------------------------------- | -------------------------------------------------------------------------------- | -------------------------------------------------------------------------------- | -------------------------------------------------------------------------------- | -------------------------------------------------------------------------------- | -------------------------------------------------------------------------------- | -------------------------------------------------------------------------------- | -------------------------------------------------------------------------------- |
| Nummer                                                                           | 5                                                                                | 9                                                                                | 8                                                                                | 9                                                                                | 17                                                                               | 27                                                                               | 37                                                                               | 50                                                                               | 55                                                                               | 56                                                                               | 53                                                                               | 59                                                                               | 73                                                                               | 63                                                                               | 62                                                                               | 63                                                                               | 70                                                                               | 86                                                                               | 82                                                                               | 95                                                                               | 90                                                                               | uit                                                                              |